# Darkseid
Darkseid (/dɑːrksaɪd/) est un super-vilain appartenant à l'univers de DC Comics. Il a été créé par Jack Kirby, originellement comme élément de la série de comics du Quatrième Monde (The Fourth World) au début des années 1970. Brièvement apparu pour la première fois dans Superman's Pal Jimmy Olsen no 134 (novembre 1970), il fait son apparition complète dans The Forever People (février 1971). 
Darkseid est le Seigneur incontesté d'Apokolips dont le but ultime est de contrôler tout le multivers en éradiquant l'espoir et le libre-arbitre de tous les habitants. Étant un New God et l'un des plus puissants êtres de l'univers DC, il fut conçu pour être au départ l'antagoniste central de la saga du Quatrième Monde de Kirby avant de devenir l'un des plus grands ennemis de Superman et l'ennemi juré de la Ligue de Justice d'Amérique.

## Histoire
Le Ragnarok, la mort des anciens Dieux, provoqua la création d'une nouvelle race d'êtres divins et de deux planètes jumelles : l'une verte et paradisiaque, New Genesis (en), et l'autre, sombre et infernale, Apokolips.
Yuga Khan et Heggra étaient les souverains de la planète Apokolips. Ils eurent deux fils : Drax et Uxas. Le roi Yuga Khan s'est retrouvé prisonnier pour l'éternité par le mur de la source dans la galaxie Prométhéenne en tentant de résoudre l'un des plus grands mystères de l'univers : le mystère de la source. Heggra a été assassinée par son propre fils Uxas qui prit dès lors le nom de Darkseid. Quant à Drax, il rejoignit New Genesis sous le nom d'Infinity.
La guerre qui éclata entre les planètes rivales fut la plus meurtrière que l'univers ait connu. Pour y mettre fin, Highfather, le souverain de New Genesis et Darkseid échangèrent leurs fils nouveau-nés. Highfather reçut Orion et le petit Scott Free fut remis à Darkseid. L'échange tourna au désavantage de Darkseid, son fils biologique grandissant pour défendre violemment les idéaux de New Genesis au contraire de Scott Free qui refusa d'être corrompu par les mauvais traitements d'Apokolips et qui s'échappa finalement aux côtés de l'ancien leader des  Folles furieuses, Big Barda, vers la Terre pour devenir le super-héros artiste de l'évasion, Mister Miracle.
Le double but de Darkseid désormais : l'anéantissement de New Genesis et la destruction de l'univers puis sa reconstruction selon ses désirs. En vue d'atteindre ses objectifs, Darkseid recherche la mystérieuse équation de l'anti-vie qui seule lui permettra de réaliser ses rêves de domination universelle.

## Personnalité
Darkseid incarne le mal absolu. Son but n'est pas le contrôle de l'univers, mais sa destruction et sa reconstruction selon ses propres désirs.
Il pratique une grande maîtrise émotionnelle, gardant toujours une attitude calme, pragmatique et disciplinée malgré la rage furieuse qui bout en lui. Il prend un plaisir particulier à voir des êtres puissants réduits à l'impuissance, qu'elle soit physique ou morale.  
Sa principale faiblesse pourrait être son obsession de se venger des êtres qui ont eu le malheur de lui tenir tête comme la Justice League ou les défenseurs de New Genesis.

## Pouvoirs et capacités

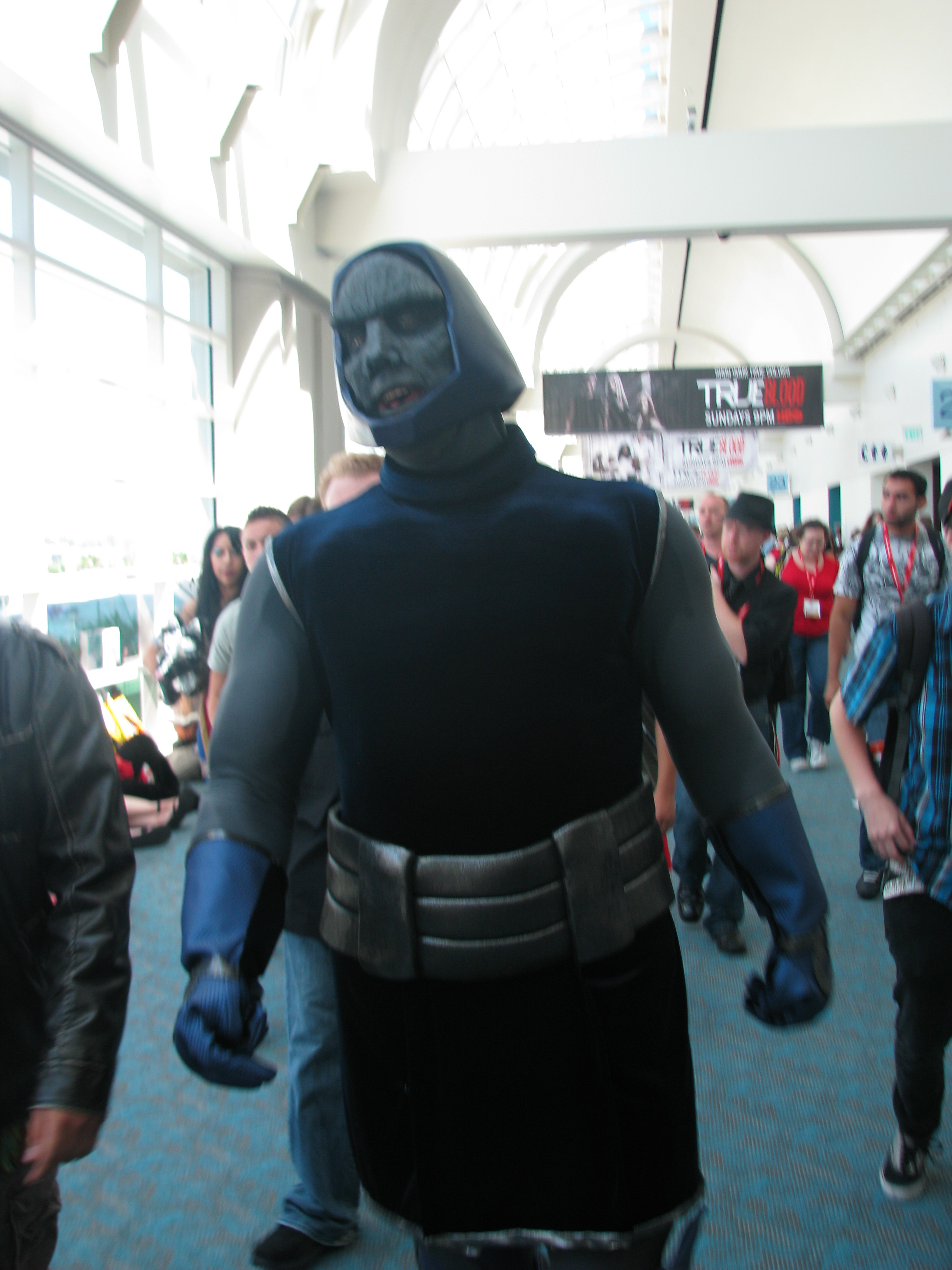
Cosplay de Darkseid au San Diego Comic-Con en 2011.

Étant un New God, Darkseid fait partie des êtres les plus puissants de l'Univers DC. Sa capacité la plus connue et la plus récurrente vient de son effet Oméga, qui lui permet notamment de tirer des rayons Oméga à partir de ses yeux. Les rayons Oméga sont une puissante forme de chaleur qui peut détruire et éradiquer un organisme ou un objet de l'existence. Certains êtres surpuissants, tels que Superman et Doomsday, ont demontré une résistance à ces rayons, bien que Superman ait souffert de cette attaque. D'autres, comme Orion et Diana, ont pu les dévier, Firestorm a utilisé ses pouvoirs pour les rediriger et, dans un crossover, Galactus y fut insensible. Ces rayons proviennent d'une source d'énergie cosmique appelée l'Effet Oméga. Les Rayons Oméga peuvent aussi ressusciter les individus touchés par ces mêmes rayon. Une autre particularité de ces rayons est que Darkseid en a un contrôle total au niveau de la direction qu'ils prennent. Ils peuvent changer de trajectoire, suivant leur cible jusqu'à l'impact, peu importe l'angle ou la vitesse des rayons. Ils peuvent traverser la matière et d'autres formes d'énergie, voire le téléporter lui-même ou les autres à travers le temps et l'espace. L'effet Oméga procure également à Darkseid le pouvoir de la sanction Oméga, qui piège la cible dans une série de réalités alternatives, chacune pire que les précédentes.
La force de Darkseid est décrite comme extrêmement élevée, comme lorsqu'il a détruit une bague de Green Lantern à mains nues. Il a facilement surpassé deux Kryptoniens à la fois, et même toute la Ligue de Justice. Il est aussi très rapide, étant capable d'attraper Superman au dépourvu. Même sans toute sa puissance, il est capable de résister à un dieu olympien tel que Zeus. Il peut aussi augmenter sa taille physique. Darkseid possède également les dons de télépathie et de télékinésie et est même insensible à la maladie. Ses rayons Oméga peuvent éradiquer une personne, faisant comme si elle n'avait jamais existé. Bien que Darkseid soit une divinité et immortel ayant vécu durant des centaines de milliers d'années, il n'est pas invincible et a été vaincu à diverses occasions.
Darkseid est également un maître du combat rapproché qui a été entraîné à l'art de la guerre sur Apokolips. En combinant sa force surhumaine à sa technique de combat exceptionnelle, on obtient l'un des êtres les plus puissants et dangereux de l'Univers DC. Il est aussi doué dans la manipulation de diverses armes, même s'il ne s'en sert que rarement, privilégiant l'Effet Oméga.
Il peut se téléporter dans le temps, dans l'espace et entre les dimensions. Ses facultés psychiques le rendent intouchable envers toutes formes d'attaques télépathiques. Le seigneur d'Apokolips a également le pouvoir de créer la vie et de manipuler la matière.
Il est aussi capable de générer un filet de capture énergétique baptisé la Matrice d'Agonie provoquant à sa victime une douleur atroce. Il l'explique lui-même par ces mots : « Imagine la plus forte douleur que tu aies subie de ta vie, 1 000 fois supérieure, et sans fin. Je ne crois pas que tu puisses l'imaginer. »
Impitoyable, expert dans l'art de la guerre, d'une intelligence surhumaine et manipulateur hors pair, il peut détruire un univers entier en claquant des doigts et résiste à la magie. Il est immortel avec plusieurs siècles d'existence. Plus il est en colère, plus il est puissant. Il possède une endurance remarquable et une vitesse supraluminique. Il peut également contrôler toutes sortes d'énergies. C'est aussi un excellent combattant au corps à corps. La seule personne qui puisse le tuer est son fils car tel est son destin. Doomsday a également réussi à le battre non seulement en résistant à son rayon Oméga à pleine puissance sans aucune blessure mais en le battant à mains nues, le laissant inconscient ainsi que gravement blessé, Darkseid ne devant sa survie qu'à l'intervention de nouveaux ennemis venus combattre la créature surpuissante.

## L'équation de l'anti-vie
L'équation de l'anti-vie est un mystère qui n'a jamais été réellement révélé par Jack Kirby. 
De nombreux scénaristes ont tenté d'apporter leur propre vision de la mystérieuse équation. Souvent décrite comme une puissance quasi mystique forçant celui qui la perçoit à être soumis à toutes les instructions de son utilisateur, elle est pour d'autres une théorie scientifique expliquant comment dominer tout esprit vivant, quelle que soit sa nature.
Dans le dernier épisode de Justice League, on peut en voir une représentation physique sous la forme d'un cube (ou d'une boule ?) d'énergie incandescente.

## Destin
Darkseid, malgré son incroyable puissance, ne peut échapper à son destin final. Il est écrit que le seigneur d'Apokolips serait vaincu par son fils Orion au cours d'une bataille cataclysmique au cœur même de la planète infernale.

## Remarques
Orion, le fils de Darkseid, a hérité la même rage que son père, mais il n'arrive pas à la contrôler, s'en remettant à sa Boîte mère pour tempérer ses émotions.
On remarque que Darkseid, lors des combats, privilégie l'utilisation de son Effet Omega contre ses adversaires, plutôt que son énorme force physique.
Dans Kingdom Come, Orion se retrouve ainsi dans le futur à la tête d'Apokolips, maîtrisant comme son père la rage qui sommeille en lui.
Dans la saga Rocks of Age (Temps troublés, JLA vol.4 n°12), Grant Morrison met en scène la victoire finale d'Orion dans un futur parallèle où Darkseid a envahi la Terre et vaincu les super-héros, victoire qui se manifeste par la reconstruction de l'Univers sans son père.
Bien que Darkseid ait souvent été décrit comme un adversaire presque invincible et omnipotent, ses récentes apparitions ont révélé des pouvoirs revus à la baisse, le rapprochant de sa version animée. À plusieurs reprises, l'Effet Omega est contrecarré par la vision calorifique de Superman, ce qui ne semblait pas possible auparavant. En effet, lors de ses premières apparitions dans les comics, ses rayons pouvaient aisément tuer Superman d'un seul coup.

## Autres médias
Darkseid est apparu dans les dernières versions de la série animée The Super Friends. 
Il est aussi présent dans les séries animées produites par Warner Brothers Television et supervisées par Bruce Timm. Il y est doublé par Michael Ironside. Celui-ci reprend son rôle de Darkseid dans Justice League où Darkseid fait équipe avec Brainiac pour détruire la Ligue des justiciers. Orion combattit avec lui et Superman le corrigea et détruisit son Boom Tube dans lequel la base astéroïde de Brainiac explosa. Le sort de Darkseid est inconnu mais dans Justice League Unlimited, une guerre civile éclate sur Apokolips entre Mamie Bonheur et Virman Vundabarr. Il réapparaît lors de l'épisode final, ramené involontairement à la vie par Lex Luthor, celui-ci souhaitant initialement reconstituer Brainiac.
Darkseid apparaît également dans la saison 10 de la série Smallville. Il débarque sur Terre à travers un portail ouvert par Kal'El pour envoyer les Kandoriens vers une autre dimension.
Dans l'épisode final de la saison 2 de Krypton, le signe Omega était présent pour teaser l'arrivée de Darkseid dans la saison 3. Malheureusement, la série fut annulée.
Dans Batman v Superman : L'Aube de la justice, son signe Omega est visible sur un terrain entier pendant une vision prémonitoire de Bruce Wayne. Ce dernier, craignant une invasion imminente décide de recruter des méta-humains pour protéger la Terre.
Dans Zack Snyder's Justice League, alors que Superman est éliminé par Doomsday, les Boites Mères, des artefacts mystiques d'Apokolips, se réveillent. Steppenwolf, un lieutenant déchu de l'armée de Darkseid ainsi que des détachements de Parademons sont envoyés pour récupérer les Boites. De son côté, Bruce Wayne qui avait fait un rêve apocalyptique dans le passé, est informé par Diana Prince de l'existence de Darkseid. Autrefois appelé Uxas, c'était un tyran qui a cherché à contrôler l'univers avec l'équation de l'Anti-Vie. Il a pris d'assaut avec ses troupes des centaines de milliers de mondes à travers la galaxie. Des siècles auparavant, il avait déjà tenté de conquérir la planète Terre où se trouvait l'équation de l'Anti-Vie mais avait été vaincu après une confrontation brutale avec les Hommes, les Amazones, les Atlantes, le Corps des Green Lantern et les Anciens Dieux eux-mêmes. Depuis cette époque, il n'avait pensé qu'à retrouver la planète pour achever son œuvre. Plus tard, il est averti par son lieutenant Steppenwolf que l'équation de Anti-Vie se trouve sur Terre. Avant que Steppenwolf ne puisse achever sa mission, il est éliminé par la Justice League et renvoyé sur Apokolips, aux pieds de son maître déçu qui échange un regard noir avec les défenseurs de la Terre avant que le portail ne se referme. Darkseid est néanmoins satisfait que l'Anti-Vie soit enfin localisé et ordonne à son fidèle serviteur Desaad de préparer l'armada, décidant d'employer les vieilles méthodes.   

### Télévision
- Superman, l'Ange de Metropolis (Superman, Alan Burnett, Paul Dini, Bruce Timm, 1996-2000) avec Michael Ironside (VF : Marc de Georgi)
- Justice League (puis Justice League Unlimited, 91 épisodes, Paul Dini, Bruce Timm, 2001-2006) avec Michael Ironside (VF : Bruno Dubernat puis Marc Alfos)
- Batman : L'Alliance des héros (Batman : The Brave and the Bold, 2008-2011) avec Michael-Leon Wooley (VF : Thierry Murzeau)
- La Ligue des Justiciers : Nouvelle Génération (Young Justice, 2010-???) avec Michael-Leon Wooley (VF : Jean-François Kopf)

### Films
- Superman/Batman : Apocalypse avec Andre Braugher (VF: Michel Vigné)
- La Ligue des justiciers : Guerre, avec Steve Blum (VF : Thierry Murzeau)
- Le Règne des Supermen, avec Tony Todd (VF : Bruno Dubernat)
- Justice League Dark: Apokolips War, avec Tony Todd (VF : Bruno Dubernat)
- Zack Snyder's Justice League, avec Ray Porter[3]

### Jeux vidéo
Darkseid apparait en 2008 dans le jeu de combat Mortal Kombat vs. DC Universe
Darkseid est disponible en 2015 dans le contenu téléchargeable Bizarro World Pack du jeu Lego Batman 3 : Au-delà de Gotham sorti en 2014.
En 2016, Darkseid sert de boss final du contenu téléchargeable Darkseid's War Factory du jeu en ligne massivement multijoueur DC Universe Online.
Darkseid est un personnage disponible en tant que contenu téléchargeable dans le jeu de combat Injustice 2 sorti en 2017.
Darkseid est un personnage jouable ainsi qu'un des antagonistes du jeu Lego DC Super-Villains sorti en 2018. Le titre marque également le retour historique de Michael Ironside dans le rôle, douze ans après le final de la série Justice League.